# Ploegendienst (band)
Ploegendienst is een Nederlandse band, bestaande uit Ray Fuego (zang), Michiel Beffers (gitaar), Bastiaan Bosma (basgitaar) en Bram Swarte (drums).

## Geschiedenis
Ploegendienst is ontstaan nadat Beffers, Bosma en Swarte in 2018 het idee kregen om samen een band op te richten. De heren zaten of zitten eerder al in andere (punk)bands; Beffers in Firestone, Bosma in Aux Raus en MICH en Swarte in Adolf Butler en Malle Pietje en de Bimbo's. Ze besloten om Ray Fuego te vragen als zanger, nadat Swarte hem ontmoette bij een bijeenkomst en bleek dat Fuego van punk hield. Fuego was eerder frontman van hiphopcollectief SMIB. De muziekstijl waarin de band muziek maakt kan worden omschreven als een mix van de stijlen hardcore punk, oi! en thrashmetal In december 2018 kwamen ze nadat ze enkele singles hadden uitgebracht met hun titelloze debuut-ep. Daarnaast stonden ze in hun jaar van oprichten al op onder andere Valkhof Festival en DDW Music Festival.
In januari 2019 stond de band op Noorderslag. Ze brachten in 2019 de ep Baba ganoush uit en stonden verder op onder meer de festivals Grasnapolsky, Paaspop, Zwarte Cross en Solar Weekend Festival. Als gevolg van de coronapandemie werd het hierna enkele jaren stil rondom de band.
Begin 2022 kwam de band weer bij elkaar. Er bleek nog geld te zijn om een album te maken en de band belegde een schrijverskamp op Vlieland. Het resultaat hiervan was het album Ik, waarvan eerst de singles "Ik", "Kzeggwn!" en "Gore-Tex" werden gedeeld. Het album werd uitgebracht bij platenlabel Excelsior Recordings. Mede door dit album speelde de band op veel festivals in 2023. Ze waren onder andere te vinden op Paaspop, Pukkelpop, Lowlands en Into the Great Wide Open. Aan het eind van het jaar deden ze een clubtoer, nadat ze eerder voorprogramma waren van De Jeugd van Tegenwoordig.
In januari 2024 stonden ze voor de tweede keer op ESNS. Op 14 juni dat jaar verscheen hun tweede album DSM-5, vernoemd naar het gelijknamige psychiatrische standaardwerk. De band nam enkele nummers op met Spinvis, waaronder de single "Interessant".

## Discografie (albums en ep's)
- Ploegendienst (ep, 2018)
- Baba Ganoush (ep, 2019)
- Ik (album, 2023)
- DSM-5 (album, 2024)

- MusicBrainz: f01c44a4-b2ad-4e8a-9ba0-1adb259c7b01